# Тара (річка)
42°41′14″ пн. ш. 19°31′26″ сх. д. / 42.687270° пн. ш. 19.523755° сх. д.
Тара (серб. Тара, босн. Tara) — річка в Чорногорії і Боснії і Герцеговині.

## Опис
Довжина річки становить 146 км з них 104 км в Чорногорії, а решту 42 км — Боснії і Герцеговині. Також річка Тара протікає по найбільшому каньйоні Чорногорії і Європи, довжиною 78 км і глибиною 1300 м. Каньйон захищений як об'єкт Світової спадщини ЮНЕСКО, і є частиною Національного парку Дурмітор. Площа басейну 1853 км². Похил річки 4,5 м/км.

## Розташування
Утворюється від злиття двох річок — Опасаница та Веруша біля однойменних сіл (Муніципалітет Подгориця). Тече з півдня на північний-захід. Впадає до Дрини.